# Santuario di Campoè
Il santuario di Campoè, una chiesetta alle porte di Caglio, in Lombardia, è un edificio risalente al XVI secolo con alcune modifiche e aggiunte in periodi successivi, soprattutto per quanto riguarda i decori interni. 
Da alcuni documenti è emerso che il luogo dove sorge la chiesetta corrisponde al luogo dove nel Medioevo esisteva un'edicola mariana. Da qui infatti passava il sentiero che collegava Caglio e l'alta Vallassina con il ramo occidentale del lago di Como.
La chiesetta è situata in una conca assolata con vista al monte Palanzone, un caratteristico monte del Triangolo Lariano riconoscibile dalla piramide in pietra sulla sua sommità, raggiungibile con un facile e panoramico sentiero in un paio d'ore di piacevole camminata.
Da ricordare è la storia di un'apparizione mariana e di un miracolo registrati dalle cronache locali nel 1626, quando una ragazza di circa 16 anni, inferma dalla nascita, mentre accudiva alcune pecore nei pressi della chiesetta, sul colle di Pomè, avrebbe visto apparire la Madonna, con la richiesta di abbellire il santuario a lei dedicato dopo averla miracolosamente guarita.
Tra le tante bellezze che caratterizzano questa chiesetta immersa in un bosco secolare, si può menzionare un affresco della Madonna del Latte che è stato eseguito nel 1508, come si legge in un'epigrafe che recita: "1508 Antonius filius qdam Andeas de Pelec[..]nus hoc opus f.f.".
Altra caratteristica di grande bellezza, che cattura immediatamente il visitatore, sono gli stucchi. Realizzati in tre fasi differenti, che vanno dai primi del Seicento fino ai primi anni del Settecento, ricoprono quasi totalmente l'interno della minuscola chiesa, creando un particolare effetto che sfiora la sensazione di iperdecorazione. Tale effetto risulta di grande suggestione grazie al netto contrasto con l'essenzialità dell'esterno, estremamente semplice e perfettamente integrato all'ambiente naturale circostante. 
Il complesso degli stucchi è stato recentemente restaurato e riportato alla delicata colorazione originaria, caratterizzata da tinte tenui che vanno dal rosa al celeste, ricreando una coerenza cromatica e un amalgama stilistico, e donando un complessivo equilibrio al ricco e dettagliato insieme.